# رانندگان فرمول یک اهل آرژانتین

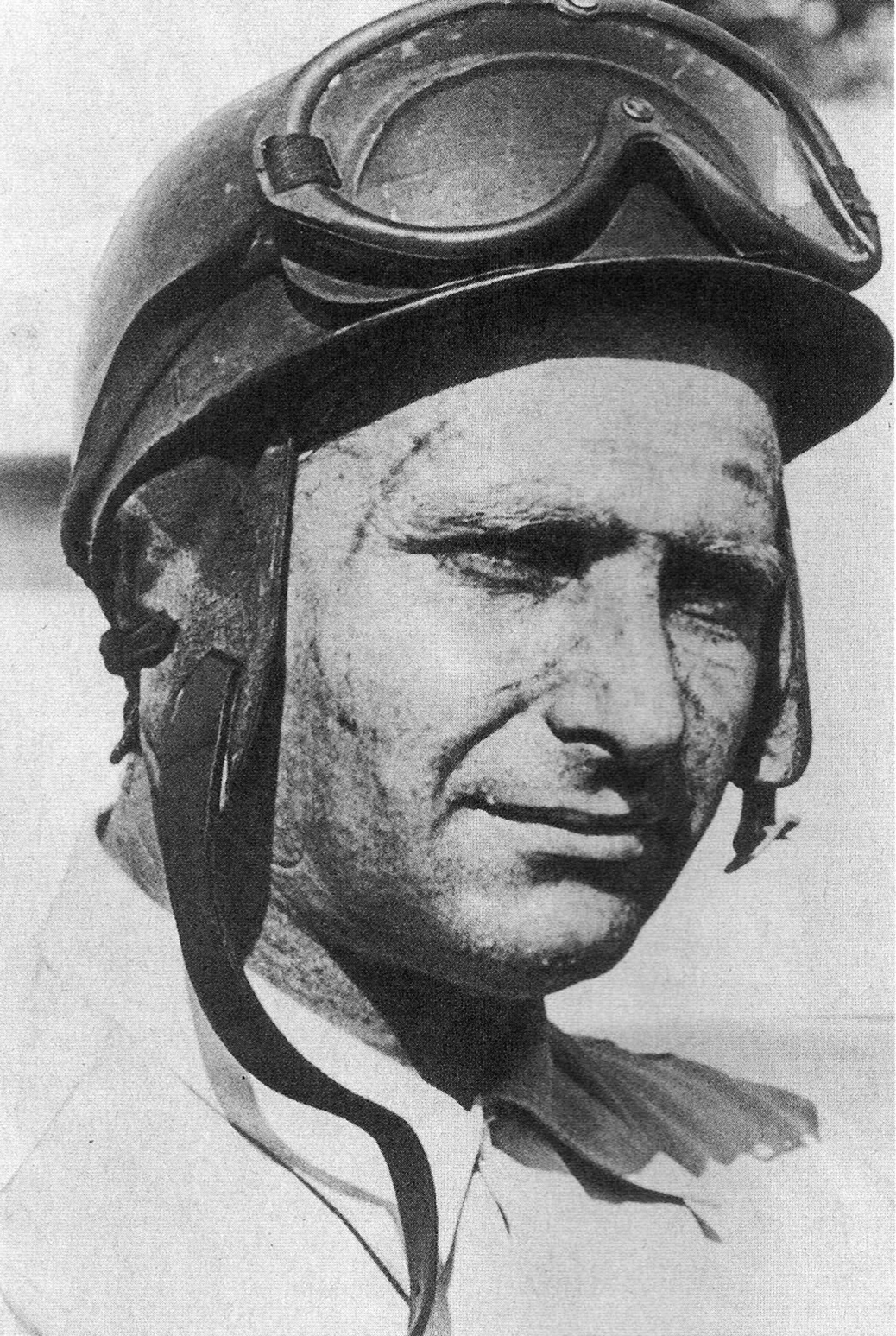
خوان مانوئل فانخیو، تنها رانندهٔ آرژانتینی که موفق به کسب عنوان قهرمانی رانندگان جهان شده‌است.

تاکنون ۲۵ رانندهٔ فرمول یک اهل آرژانتین در مسابقات جهانی فرمول یک شرکت کرده‌اند. خوان مانوئل فانخیو، برندهٔ ۵ عنوان قهرمانی رانندگان جهان، که به‌عنوان یکی از برترین رانندگان تمام دوران شناخته می‌شود و علاوه بر کسب پنج عنوان قهرمانی در هشت فصل نخست از برگزاری مسابقات جهانی، دو بار نیز در جایگاه دوم قرار گرفت، از جملهٔ این رانندگان بوده‌است.

## قهرمانان جهان و برندگان مسابقه‌ها
خوان مانوئل فانخیو تنها رانندهٔ اهل آرژانتین است که به مقام قهرمانی جهان دست یافته‌است؛ اما تعداد پنج قهرمانی او با مجموع تعداد قهرمانی‌های کسب شده توسط رانندگان اهل کشورهای دیگر به‌جز سه کشور برابر است. تنها دو رانندهٔ آرژانتینی دیگر موفق به کسب پیروزی در یک مسابقه از سری مسابقات قهرمانی فرمول یک شده‌اند که شامل خوزه فریلان گونزالز و کارلوس روتمان می‌شوند. ۲۲ رانندهٔ آرژانتینی دیگر نیز در آخر هفته‌های مسابقات با یک خودروی فرمول یک رانندگی کرده‌اند، و بسیاری از آن‌ها تنها در یک مسابقه حضور داشته‌اند یا موفق نشده‌اند حداقل یک مسابقه را به پایان برسانند.

## رانندگان کنونی/اخیر
در حال حاضر هیچ رانندهٔ آرژانتینی در مسابقات فرمول یک حضور ندارد و آخرین رانندهٔ اهل این کشور گستون ماچاکین بوده‌است که در فصل ۲۰۰۰ با تیم میناردی و در اوایل فصل ۲۰۰۱ با تیم پروست در مسابقات شرکت کرد.

## رانندگان سابق

### رانندگان سابق برجسته
خوان مانوئل فانخیو در نزدیک به نیمی از مسابقاتی که شروع کرد، به پیروزی رسید. بعضی اوقات از پیروزی او در جایزه بزرگ آلمان ۱۹۵۷ در نوربورگ‌رینگ به‌عنوان یکی از برترین رانندگی‌ها در تاریخ این ورزش یاد می‌شود. در یک نظرسنجی با موضوع رانندگان که توسط اتواسپورت انجام شد، شرکت‌کنندگان فانخیو را پس از میشائیل شوماخر و آیرتون سنا به عنوان سومین رانندهٔ برتر در تاریخ فرمول یک انتخاب کردند. رکورد تعداد عنوان‌های قهرمانی کسب‌شده تا ۴۶ سال با پنج عنوان قهرمانی در اختیار فانخیو بود؛ تا اینکه سرانجام این رکورد توسط شوماخر شکسته‌شد. با این حال، فانخیو همچنان دارندهٔ چندین رکورد دیگر، از جمله بالاترین درصد پیروزی در مسابقه‌ها (۴۶٪ – ۲۴ پیروزی در ۵۲ مسابقه) است. او با کسب آخرین مقام قهرمانی خود در سن ۴۶ سالگی، همچنان مسن‌ترین قهرمان جهان در تاریخ فرمول یک محسوب می‌شود. فانخیو در نخستین فصل از مسابقات قهرمانی فرمول یک جهان در سال ۱۹۵۰ برای آلفا رومئو رانندگی کرد. او با کسب پیروزی در سه مسابقه از شش مسابقه‌ای که در آن‌ها شرکت کرد، در رده‌بندی قهرمانی پس از هم‌تیمی خود جوزپه فارینا در ردهٔ دوم قرار گرفت. او در هفت مسابقهٔ فصل ۱۹۵۱ در پنج مسابقه بر روی سکو رفت تا نخستین عنوان قهرمانی جهان خود را کسب کند؛ اما پس از شکستن گردنش در مونتزا، به‌ناچار از شرکت در مسابقات فصل ۱۹۵۲ بازماند. او در سال ۱۹۵۳ با تیم مازراتی به فرمول یک برگشت و از ۸ گراند پری، تنها در یکی از آن‌ها برنده شد و پس از آلبرتو اسکاری جایگاه دوم رده‌بندی قهرمانی رانندگان را کسب کرد. فانخیو در چهار فصل بعدی به موفقیت‌های زیادی دست یافت که برای سالیان زیادی دست‌نیافتنی بودند. او در طول این چهار فصل و از میان ۲۸ مسابقه، در ۱۷ مسابقه پیروز شد و هر چهار عنوان قهرمانی جهان را از آن خود کرد. او پس از حضور در دو مسابقه از فصل ۱۹۵۸، از شرکت در مسابقات فرمول یک بازنشسته شد. در حالی که برخی رکوردهای او شکسته شده‌اند، اما آیرتون سنا در مورد فانخیو گفته‌است: «حتی اگر من یا شخص دیگری بتوانیم به رکوردهای او برسیم یا آن‌ها را بشکنیم، باز هم این‌ها با دستاوردهای او قابل مقایسه نیستند».
خوزه فریلان گونزالز یکی دیگر از رانندگان آرژانتینی موفق در مسابقات جایزه بزرگ فرمول یک در دههٔ ۱۹۵۰ بود. گونزالز که با نام‌های ال کابزون (کله‌گنده) و گاو پامپا شناخته می‌شد، بیشتر دارای وجههٔ یک کشتی‌گیر بود تا یک رانندهٔ مسابقهٔ مدرن. او در فصل ۱۹۵۴ پس از هموطن خود، فانخیو، در جایگاه دوم رده‌بندی قهرمانی قرار گرفت و نخستین پیروزی تیم فراری در یکی از مسابقه‌های جایزه بزرگ قهرمانی جهان فرمول یک را برای این تیم کسب کرد. اگرچه گونزالز موفقیت‌های دیگری نیز کسب کرد، اما در میان نه سال حضورش در مسابقات هرگز در یک فصل کامل از رقابت‌ها شرکت نکرد و پیروزی که برای تیم فراری کسب کرد، دومین و همچنین آخرین پیروزی او در مسابقات بود. در نظرسنجی اتواسپورت دربارهٔ رانندگان، گونزالز در جایگاه بیست و هفتمین رانندهٔ برتر تاریخ فرمول یک قرار گرفت. در نتیجهٔ این نظرسنجی اشاره شد که اگر گونزالز پیشنهاد صندلی مسابقه در تیم ون‌وال را می‌پذیرفت، ممکن بود بتواند در مسابقه‌های بیشتری به پیروزی دست یابد.

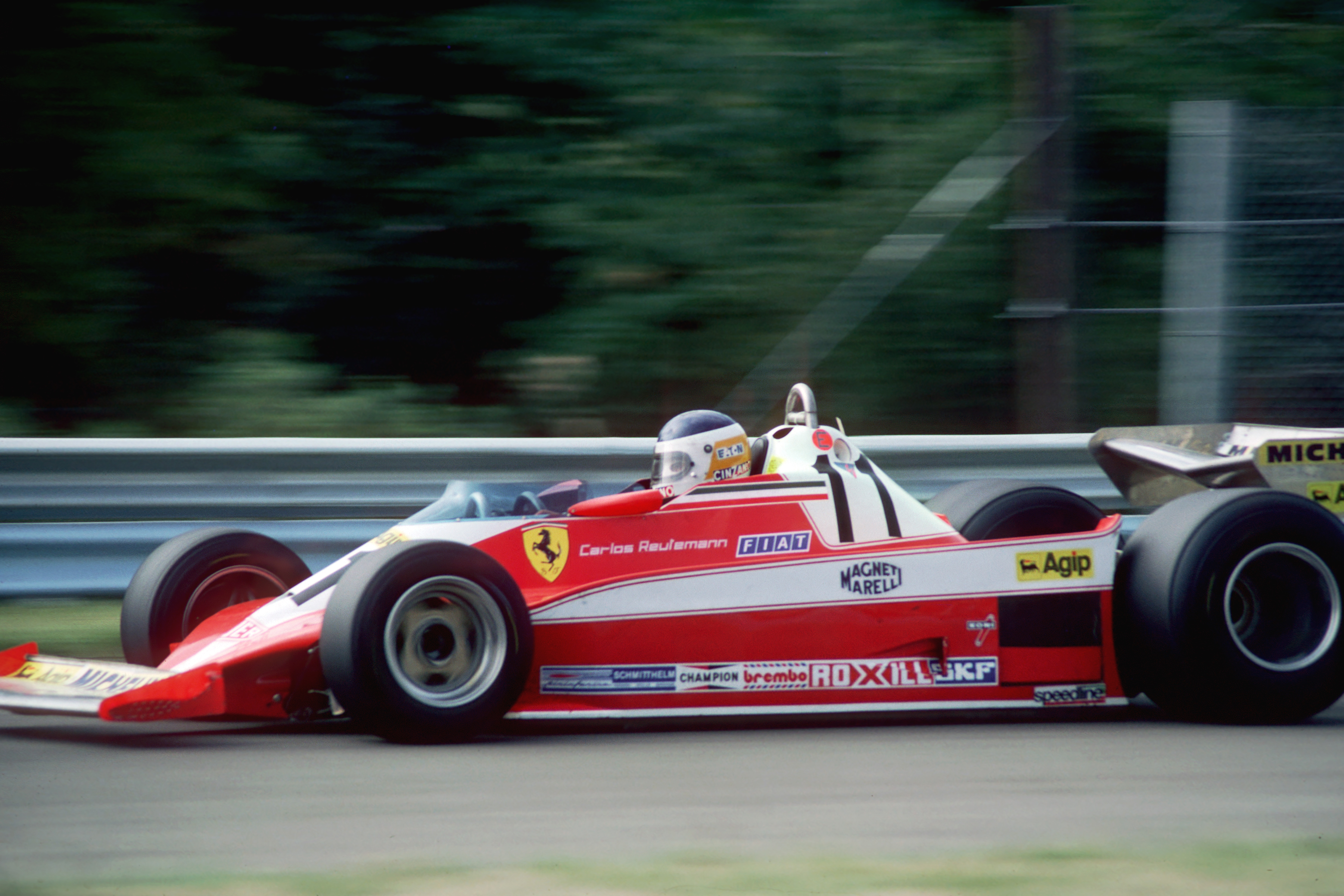
کارلوس روتمان در حال رانندگی با یک خودروی فراری در واتکینز گلن واقع در شرق ایالات متحده آمریکا

کارلوس روتمان آخرین رانندهٔ آرژانتینی بوده‌است که در مسابقات جهانی به پیروزی دست یافته‌است. او در جایزه بزرگ بلژیک ۱۹۸۱ مقام نخست مسابقه را کسب کرد. این پیروزی او در بلژیک، آخرین پیروزی‌اش در طول دوران فعالیت حرفه‌ای او بود که مجموعاً شامل ۱۲ پیروزی می‌شد. روتمان در فصل ۱۹۷۸ چهار مقام نخست مسابقه را برای تیم فراری کسب کرد و در نهایت این فصل را در ردهٔ چهارم قهرمانی رانندگان به پایان رساند. فصل ۱۹۸۱ آخرین فصل حضور روتمان در مسابقات فرمول یک بود و او که برای ویلیامز رانندگی می‌کرد، مقام دوم را در رده‌بندی قهرمانی رانندگان جهان از آن خود کرد. فصل بعدی برای روتمان با کسب مقام دوم در جایزه بزرگ آفریقای جنوبی آغاز شد، اما با توجه به اختلاف نظرهایی که بین او و تیم ویلیامز وجود داشت، پس از تنها یک مسابقهٔ دیگر از این تیم جدا شد و ورزش اتومبیل‌رانی فرمول یک را کنار گذاشت و ککه روسبرگ، هم‌تیمی او در ویلیامز، پس از رفتن او به مقام قهرمانی جهان دست یافت. در نظرسنجی اتواسپورت روتمان به‌عنوان سی و چهارمین رانندهٔ برتر تاریخ فرمول یک انتخاب شد. از او به‌عنوان یکی از رانندگان معدودی که در نخستین مسابقهٔ خود در فرمول یک موفق به کسب پول پوزیشن شدند، و همچنین به‌عنوان راننده‌ای با بیشترین تعداد مقام‌های سوم کسب شده در مسابقات نسبت به سایر رانندگان یاد می‌شود. روتمان پس از خروج از فرمول یک، وارد عرصهٔ سیاست شد و منصوب شدن به‌عنوان فرماندار سانتافه، که بزرگترین استان در کشور آرژانتین است، به موفقیت‌های زیادی دست یافت.

### سایر رانندگان سابق
علاوه بر رانندگان مورد اشاره در بالا، رانندگان زیر نیز دست کم ۱۰ مسابقه را شروع کرده‌اند:

## جدول تمام دوران
| راننده                   | سال‌های فعالیت        | قهرمانی‌ها | پیروزی‌ها | سکوها | پول پوزیشن‌ها | امتیاز | سریع‌ترین دور | ورودی‌ها | شروع‌ها |
| ------------------------ | -------------------- | --------- | -------- | ----- | ------------ | ------ | ------------ | ------- | ------ |
| خوان مانوئل فانخیو (†)   | ۱۹۵۰–۱۹۵۱، ۱۹۵۳–۱۹۵۸ | ۵         | ۲۴       | ۳۵    | ۲۹           | ۲۷۷٫۶۴ | ۲۳           | ۵۲      | ۵۱     |
| کارلوس روتمان            | ۱۹۷۲–۱۹۸۲            | ۰         | ۱۲       | ۴۵    | ۶            | ۳۱۰    | ۶            | ۱۴۶     | ۱۴۶    |
| خوزه فریلان گونزالز (†)  | ۱۹۵۰–۱۹۵۷، ۱۹۶۰      | ۰         | ۲        | ۱۵    | ۳            | ۷۷٫۶۴  | ۶            | ۲۶      | ۲۶     |
| آنوفره ماریمون (†)       | ۱۹۵۱، ۱۹۵۳–۱۹۵۴      | ۰         | ۰        | ۲     | ۰            | ۸٫۱۴   | ۱            | ۱۲      | ۱۱     |
| کارلوس مندیتگای (†)      | ۱۹۵۳–۱۹۵۸، ۱۹۶۰      | ۰         | ۰        | ۱     | ۰            | ۹      | ۰            | ۱۱      | ۱۰     |
| روبرتو میرز (†)          | ۱۹۵۳–۱۹۵۵            | ۰         | ۰        | ۰     | ۰            | ۱۳     | ۱            | ۱۷      | ۱۷     |
| اسکار آلفردو گالوز (†)   | ۱۹۵۳                 | ۰         | ۰        | ۰     | ۰            | ۲      | ۰            | ۱       | ۱      |
| گستون ماچاکین            | ۲۰۰۰–۲۰۰۱            | ۰         | ۰        | ۰     | ۰            | ۰      | ۰            | ۲۱      | ۲۱     |
| اسکار لاراری             | ۱۹۸۸–۱۹۸۹            | ۰         | ۰        | ۰     | ۰            | ۰      | ۰            | ۲۱      | ۸      |
| استبان توئرو             | ۱۹۹۸                 | ۰         | ۰        | ۰     | ۰            | ۰      | ۰            | ۱۶      | ۱۶     |
| ریکاردو زونینو           | ۱۹۷۹–۱۹۸۱            | ۰         | ۰        | ۰     | ۰            | ۰      | ۰            | ۱۱      | ۱۰     |
| کلمار بوچی (†)           | ۱۹۵۴–۱۹۵۵            | ۰         | ۰        | ۰     | ۰            | ۰      | ۰            | ۵       | ۵      |
| نوربرتو فونتانا          | ۱۹۹۷                 | ۰         | ۰        | ۰     | ۰            | ۰      | ۰            | ۴       | ۴      |
| میگوئل آنجل گوئرا        | ۱۹۸۱                 | ۰         | ۰        | ۰     | ۰            | ۰      | ۰            | ۴       | ۱      |
| پابلو بیرگر (†)          | ۱۹۵۳، ۱۹۵۵           | ۰         | ۰        | ۰     | ۰            | ۰      | ۰            | ۲       | ۲      |
| ژورژه داپونچی (†)        | ۱۹۵۴                 | ۰         | ۰        | ۰     | ۰            | ۰      | ۰            | ۲       | ۲      |
| نظیف استفانو (†)         | ۱۹۶۰، ۱۹۶۲           | ۰         | ۰        | ۰     | ۰            | ۰      | ۰            | ۲       | ۱      |
| الساندرو دی توماسو (†)   | ۱۹۵۷، ۱۹۵۹           | ۰         | ۰        | ۰     | ۰            | ۰      | ۰            | ۲       | ۲      |
| روبرتو بونومی (†)        | ۱۹۶۰                 | ۰         | ۰        | ۰     | ۰            | ۰      | ۰            | ۱       | ۱      |
| خسوس ایگلسیاس (†)        | ۱۹۵۵                 | ۰         | ۰        | ۰     | ۰            | ۰      | ۰            | ۱       | ۱      |
| آلبرتو رودریگز لارتا (†) | ۱۹۶۰                 | ۰         | ۰        | ۰     | ۰            | ۰      | ۰            | ۱       | ۱      |
| آدولفو شولم کروز (†)     | ۱۹۵۳                 | ۰         | ۰        | ۰     | ۰            | ۰      | ۰            | ۱       | ۱      |
| خوان مانوئل بوردیو (†)   | ۱۹۶۱                 | ۰         | ۰        | ۰     | ۰            | ۰      | ۰            | ۱       | ۰      |
| آلبرتو کرسپو (†)         | ۱۹۵۲                 | ۰         | ۰        | ۰     | ۰            | ۰      | ۰            | ۱       | ۰      |
| آلفردو پیان (†)          | ۱۹۵۰                 | ۰         | ۰        | ۰     | ۰            | ۰      | ۰            | ۱       | ۰      |

(رانندگانی که نام آن‌ها به‌صورت پررنگ نوشته‌شده، در فصل کنونی حضور دارند)
(†) درگذشته